# Phyllophaga lobata
Phyllophaga lobata är en skalbaggsart som beskrevs av Henry Clinton Fall 1908. Phyllophaga lobata ingår i släktet Phyllophaga och familjen Melolonthidae. Inga underarter finns listade i Catalogue of Life.